# Milan Samončík
Milan Samončík (* 22. března 1946) byl slovenský a československý politik Komunistické strany Slovenska a poslanec Sněmovny národů Federálního shromáždění za normalizace.

## Biografie
K roku 1971 se uvádí jako mistr železniční závodní dopravy. Ve volbách roku 1971 zasedl do slovenské části Sněmovny národů (volební obvod č. 145 - Spišská Nová Ves, Východoslovenský kraj). Ve FS setrval do konce funkčního období, tedy do voleb roku 1976.